# 28 Pułk Lotnictwa Myśliwskiego

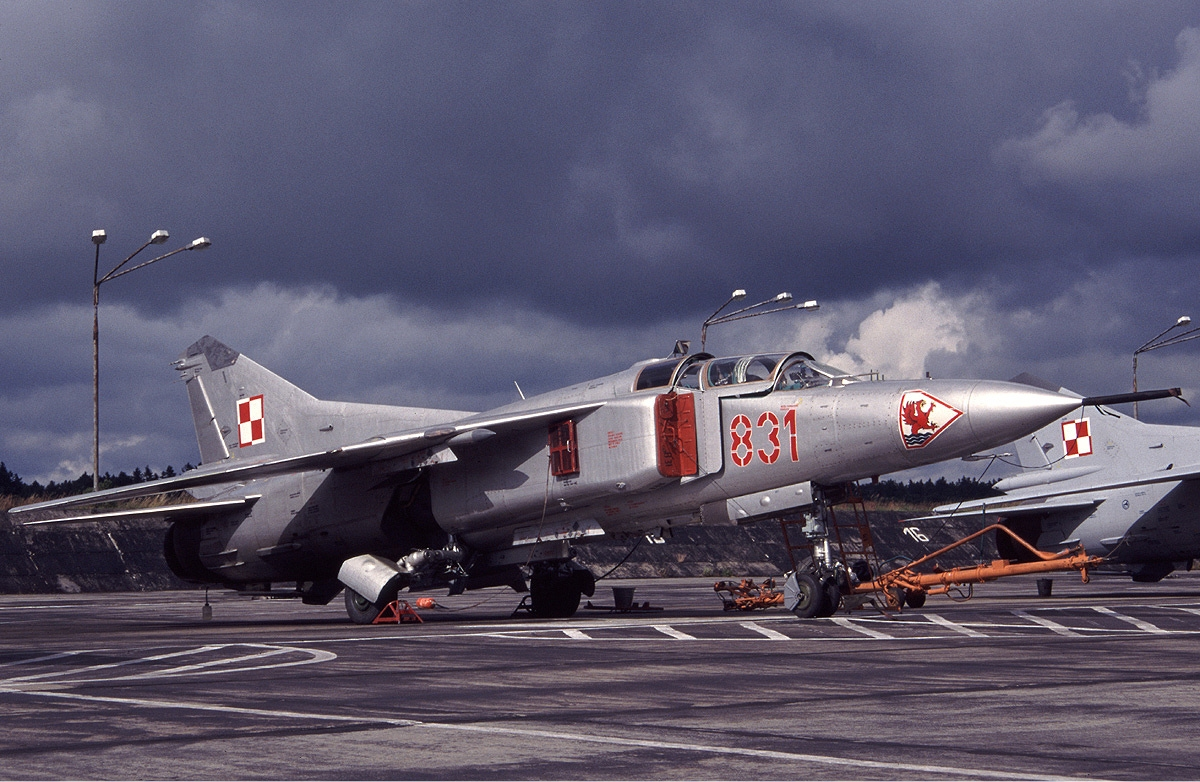
Mig-23UB w barwach 28 pułku lotnictwa myśliwskiego

28 Słupski Pułk Lotnictwa Myśliwskiego (28 plm) – oddział lotnictwa myśliwskiego Wojsk Obrony Powietrznej Kraju i Wojsk Lotniczych i Obrony Powietrznej.

## Historia pułku
Na podstawie rozkazu Nr 0096/Org. Ministra Obrony Narodowej z dnia 11 grudnia 1951 roku oraz rozkazu Nr 018/Org. dowódcy Wojsk Lotniczych z dnia 21 maja 1952 roku, na lotnisku Redzikowo koło Słupska, w składzie 10 Dywizji Lotnictwa Myśliwskiego OPL, został sformowany 28 Pułk Lotnictwa Myśliwskiego OPL. W etacie nr 6/100 przewidziano 239 żołnierzy zawodowych i 2 pracowników kontraktowych. Termin osiągnięcia gotowości bojowej został wyznaczony na dzień 1 listopada 1952 roku.
Od pierwszych dni istnienia głównym zadaniem pułku było szkolenie lotnicze i obrona najważniejszych obiektów administracyjno-gospodarczych oraz wojsk na środkowym Pomorzu. Od 1 lipca 1991 roku Pułk wykonywał zadania w ramach Wojsk Lotniczych i Obrony Powietrznej. W dniu 1 września 1995 roku decyzją Ministra Obrony Narodowej Pułk przyjął nazwę wyróżniającą "Słupski" i odtąd jego pełna nazwa brzmiała: 28 Słupski Pułk Lotnictwa Myśliwskiego. Od tego samego roku rocznica pierwszej zbiórki Pułku - dzień 17 września - została uznana za Święto Pułku. 9 grudnia 1995 roku Pułk otrzymał też nowy sztandar ufundowany przez społeczeństwo miasta Słupska i Ziemi Słupskiej.
Od grudnia 1958 do grudnia 1974 w 28 Pułku używano samolotów MiG-19 wersji P i PM (od 1966 roku był on jedyną polską jednostką wyposażoną w te samoloty).
W maju 1978 roku zapadła decyzja o przezbrojeniu jednostki, pierwszej w Polsce, w samoloty MiG-23. 4 czerwca 1979 roku przybyły pierwsze dziewięć maszyn w wersji MiG-23MF oraz dwa szkolno-bojowe MiG-23UB. Następne samoloty przejęto 4 stycznia 1980 roku a ostatnie 21 września 1982 roku. W sumie jednostka przejęła 36 MiG-23MF i sześć egzemplarzy MiG-23UB. W latach 1988 i 1989 do pułku dotarły trzy samoloty MiG-23M, wycofane z radzieckiego 871 Pułku Lotnictwa Myśliwskiego stacjonującego w Bagiczu. Maszyny posłużyły jako magazyn części zamiennych. Jeden z nich po usunięciu wszystkich nadających się do dalszej eksploatacji części, został ustawiony w charakterze samolotu pamiątkowego przed kasynem oficerskim. Druga z maszyn, po podobnych zabiegach, służyła w charakterze pomocy technicznej oraz obiektu ćwiczeń lotniskowej straży pożarnej.
W związku z kończeniem resursów przez kolejne egzemplarze samolotów MiG-23 oraz z polityką oszczędnościową MON, postanowiono wycofać z uzbrojenia maszyny tego typu. Ostatnie loty szkoleniowe odbyły się 2 września 1999 roku. Wzięło w nich udział 5 samolotów MiG-23MF i 2 MiG-23UB. Natomiast ostatni lot MiG-23UB w barwach WLiOP odbył się 30 listopada 1999. Część samolotów skreślonych z inwentarza WLiOP przekazano do AMW w celu sprzedaży kolekcjonerom, natomiast kilka najmłodszych egzemplarzy (samoloty 24 serii), mających jeszcze spory zapas resursu przetransportowano na 21 Centralny Poligon Lotniczy w Nadarzycach i tam wykorzystano jako cele ćwiczebne. Dwa egzemplarze trafiły do zbiorów muzealnych. W 1996 roku jedna z maszyn została odholowana do skansenu lotniczego mieszczącego się na terenie 2 Bazy Lotniczej w Bydgoszczy a druga trafiła do Muzeum Lotnictwa Polskiego w Krakowie.
W wyniku powyższych działań, Minister Obrony Narodowej decyzją nr PF24/Org z dnia 3 października 2000 roku podjął decyzję o rozformowaniu jednostki. 28 Słupski Pułk Lotnictwa Myśliwskiego zakończył działalność, z dniem 31 grudnia 2000 roku przechodząc do historii.

## Odznaka pułkowa
Odznakę o wymiarach 37x33 mm stanowi kontur samolotu odrzutowego w kolorze stalowym. Z prawej strony jego tło stanowi pionowy statecznik samolotu pokryty biało-czerwoną szachownicą. Z lewej strony odznakę zamyka stalowe skrzydło husarskie. W cieniu skrzydła tarcza z czerwono-niebieskim herbem Słupska. Nad dolną krawędzią odznaki jest numer, inicjały pułku oraz miejsce stacjonowania 28 plm SŁUPSK. Odznakę zaprojektował Marek Świderski.

## Żołnierze pułku
Dowódcy pułku 
- mjr pil. Wasyl Krymski - (15 września 1952 - 20 stycznia 1953)
- mjr pil. Wiktor Iwoń - (21 stycznia 1953 - 16 sierpnia 1953)
- kpt. pil. Rafał Bulak - (17 sierpnia 1953 - 10 lutego 1954)
- mjr pil. Czesław Dużyński - (11 lutego 1954 - 9 lipca 1954)
- mjr pil. Roman Czajkowski - (11 lipca 1954 - 6 listopada 1955)
- kpt. pil. Józef Caputa - (7 listopada 1955 - 8 czerwca 1956)
- ppłk pil. Jan Kamela - (9 czerwca 1956 - 10 września 1961)
- mjr pil. Jerzy Figurski - (11 września 1961 - 18 września 1964)
- ppłk pil. Henryk Dańko - (19 września 1964 - 19 lutego 1968)
- mjr pil. Marian Kawczyński - (20 lutego 1968 - 18 sierpnia 1969)
- ppłk pil. Władysław Jędrych - (19 sierpnia 1969 - 30 marca 1972)
- ppłk pil. Henryk Pietrzak - (31 marca 1972 - 19 marca 1977)
- ppłk pil. Janusz Dorożyński - (20 marca 1977 - 17 lutego 1983)
- ppłk pil. Bogdan Sokołowski - (18 lutego 1983 - 26 września 1986)
- ppłk pil. Franciszek Klimczuk - (27 września 1986 - 9 kwietnia 1991)
- mjr pil. Ryszard Bruździak - (10 kwietnia 1991 - 16 maja 1996)
- ppłk pil. Ireneusz Bijata - (17 maja 1996 - 28 lutego 1998)
- ppłk pil. Bogdan Wójcik - (29 lutego 1998 - do rozwiązania)

Stopnie wojskowe dowódców z dnia objęcia obowiązków służbowych.
Oficerowie
- Mirosław Hermaszewski